# Мері Росс
Мері Росс (англ. Mary Rosse, до шлюбу Філд — англ. Mary Field, 1813—1885) — англійська астрономка-аматорка, фотографка і ковалька. Дружина астронома Вільяма Парсонса, 3-го графа Росса.

## Життєпис
Народилася 1813 року в Йоркширі.
14 квітня одружилася з Вільямом Парсонсом. У родині було 11 (за іншими даними — 13) дітей, серед яких:
- Лоренс Парсонс, 4-й граф Росс (1840—1908);
- Преподобний Рендал Парсонс (1848—1936);
- Річард Клер Парсонс (21 лютого 1851 — 26 січня 1923), відомий будівництвом залізниць у Південній Америці;
- сер Чарлз Алджернон Парсонс (1854—1931), відомий як винахідник парової турбіни.

Займалася фотографією, багато з її робіт нині представлено в музеї замку Бірр. Завдяки вельми рідкісним для жінки свого кола знанням з металообробки брала участь у конструюванні телескопа Левіафан, який відновлено в 1990 роках, зокрема й за її фотографіями.

## Фотографія
У 1842 році лорд Розе почав експериментувати з дагеротипною фотографією, можливо, навчившись цьому мистецтву у свого знайомого Вільяма Генрі Фокса Телбота. У 1854 році лорд Розе написав Фоксу Талботу, що леді Розе теж щойно почала займатися фотографією, і надіслав кілька прикладів своїх робіт. Фокс Телбот відповів, що деякі з її фотографій телескопа - "це все, що можна бажати".
Леді Розе стала членом Дублінського фотографічного товариства, а в 1859 році отримала срібну медаль за "найкращий паперовий негатив" від Фотографічного товариства Ірландії. Багато прикладів її фотографій зберігаються в архіві замку Бірр. Значна частина топографії замку Бірр, яку вона зобразила, дуже мало змінилася, і можна порівняти багато її фотографій з реальними місцями. Вона зафіксувала Левіафана на своїх фотографіях, включаючи одне зображення, на якому зображені її три сини, Клер, Рендал, Чарльз і її невістка, Джейн Нокс, які стоять вертикально біля гирла телескопа

## Примітка
1. 1 2  база даних Музею Орсе
2. ↑  Faceted Application of Subject Terminology
3. ↑  The Stuttgart Database of Scientific Illustrators 1450–1950
4. 1 2 3 4 5 6 7  Lundy D. R. The Peerage
5. ↑  Hughes, Stefan (2012). Catchers of the Light: The Astrophotographers' Family History. Google Books. p. 1085. ISBN 978-1-62050-961-6. Архів оригіналу за 6 квітня 2018. Процитовано 16 липня 2021.
6. ↑  Позднякова, 2018, с. 56.
7. ↑  Birr Castle Desme – Mary Rosse and Photography. Архів оригіналу за 26 грудня 2008. Процитовано 5 січня 2009.
8. ↑  Heald, Henrietta (11 листопада 2020). Mary Parsons, Countess of Rosse: Astronomer, Engineer and Photographer (1813–84). Electrifying Women (брит.). Процитовано 8 листопада 2021.